# Robert Koall

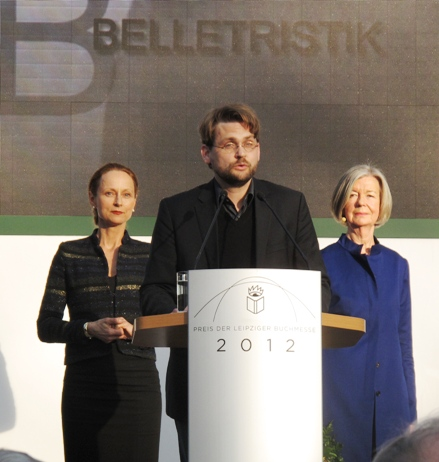
Robert Koall nimmt in Vertretung für Wolfgang Herrndorf den Preis der Leipziger Buchmesse 2012 entgegen

Robert Koall  (* 1972 in Köln) ist ein deutscher Dramaturg.

## Leben
Koall studierte zunächst einige Semester  Jura, Literaturwissenschaft, Geschichte und Philosophie an der Freien Universität Berlin. Zwischen 1995 und 1998 war er als Assistent von Christoph Schlingensief tätig. Danach wirkte er als Dramaturg unter Intendant Frank Baumbauer am Deutschen Schauspielhaus in Hamburg, später am Schauspielhaus Zürich bei  Christoph Marthaler und am Schauspiel Hannover im Team von Wilfried Schulz. Von 2009 bis 2016 war er Chefdramaturg am Staatsschauspiel Dresden (Intendanz Wilfried Schulz). Seit dem Sommer 2016 ist er Chefdramaturg und stellvertretender Generalintendant am Düsseldorfer Schauspielhaus.
Bekannt wurde Koall insbesondere durch seine Bearbeitungen von Werken wie Cornelia Funkes Fantasyromanen der Tintenwelt-Trilogie (2006–2009) oder Wolfgang Herrndorfs Roman Tschick (2011). In Koalls Fassung wurde das Buch zu einem der meistgespielten Stoffe auf deutschsprachigen Bühnen, in der Saison 2014/2015 sogar spartenübergreifend. 2012 nahm Koall in Vertretung für seinen erkrankten Freund Herrndorf den Preis der Leipziger Buchmesse für dessen Roman Sand entgegen.
Für Aufmerksamkeit sorgte Koall im Februar 2014, nachdem er in einem Offenen Brief der umstrittenen Dresdner Rede der Autorin Sibylle Lewitscharoff vehement widersprochen hatte.
2015 veröffentlichte er sein Buch Ein Winter mit Pegida, in dem er seine Beobachtungen rund um die Pegida-Demonstrationen festhielt.
Koall ist Ehrenmitglied des Christopher Street Day Dresden e.V. Im Jahr 2013 wurde er zum Mitglied der Sächsischen Akademie der Künste berufen.

## Werke
- O.T. Ein Ersatzbuch. Das Schauspielhaus Zürich 2000–2004. (Hrsg. Schauspielhaus Zürich, Bearbeitung Robert Koall u. a.). Id-Verlag, Berlin 2004, ISBN 3-89408-090-6.
- Dresden. Ein Winter mit Pegida. Hanser Verlag, München 2015, ISBN 978-3-446-24972-1.
- Mein Kampf – gegen Rechts. Mit Sebastian Schlecht, Michael Kraske, Fredy Gareis, Anna Wengel, Annette Leyssner, Thomas Krause, Robert Koall und Lutz Meier. Vorwort von Iris Berben. Europa-Verlag, Berlin 2016, ISBN 978-3-95890-027-1.